# 埃維湖

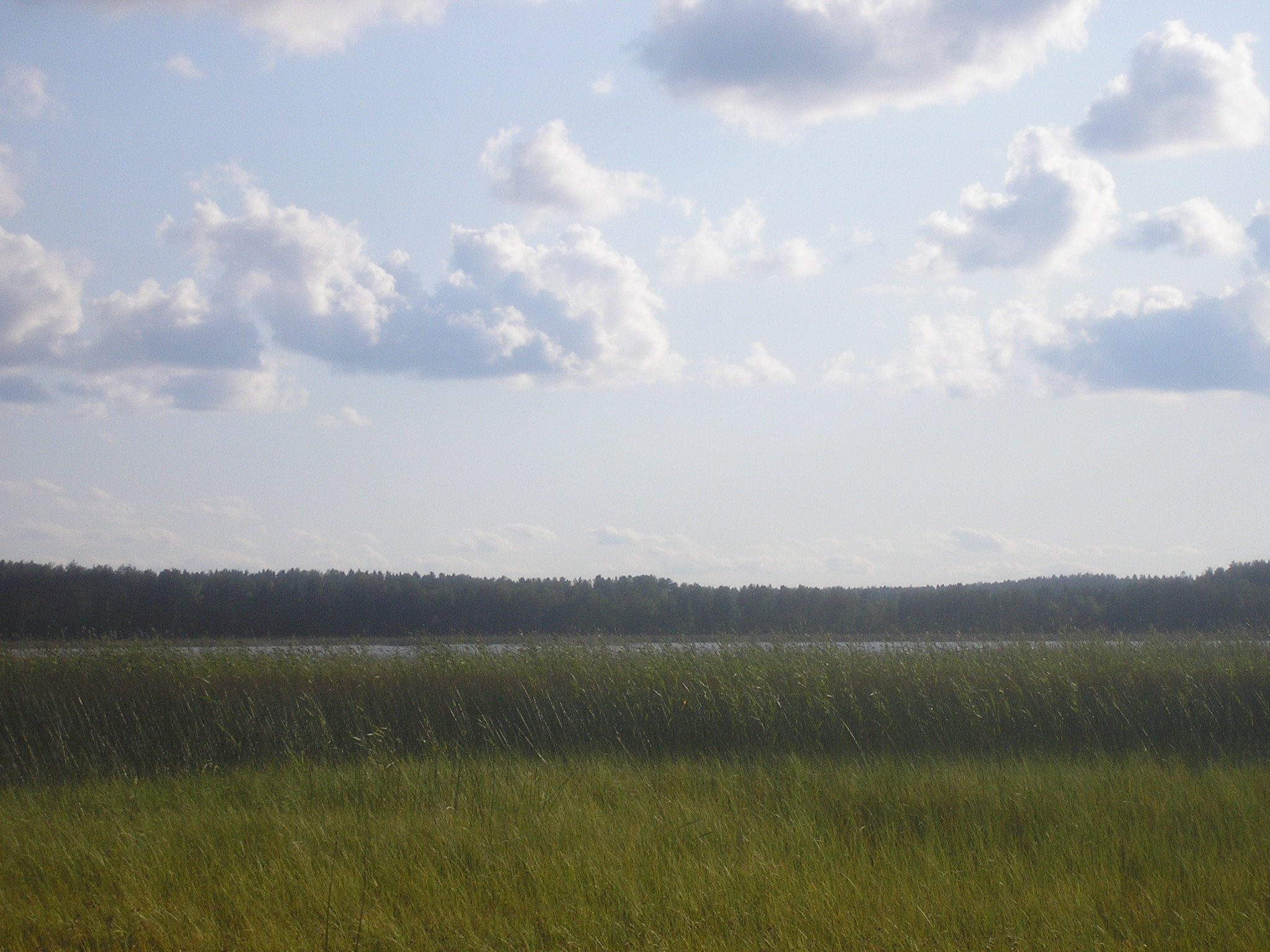
埃維湖

埃維湖（芬蘭語：Evijärvi）是芬蘭的湖泊，位於埃維耶爾維，面積28平方公里，海拔高度61.7米，平均水深1.7米，最大水深3.5米，蓄水量3.12億立方米，是艾赫泰韋河的發源地。

## 外部連結
- Finnish Environment Institute: Lakes in Finland
- Opetuskalvot （文）

63°24′45″N 23°29′47″E / 63.41250°N 23.49639°E